# نقش صندوق أور

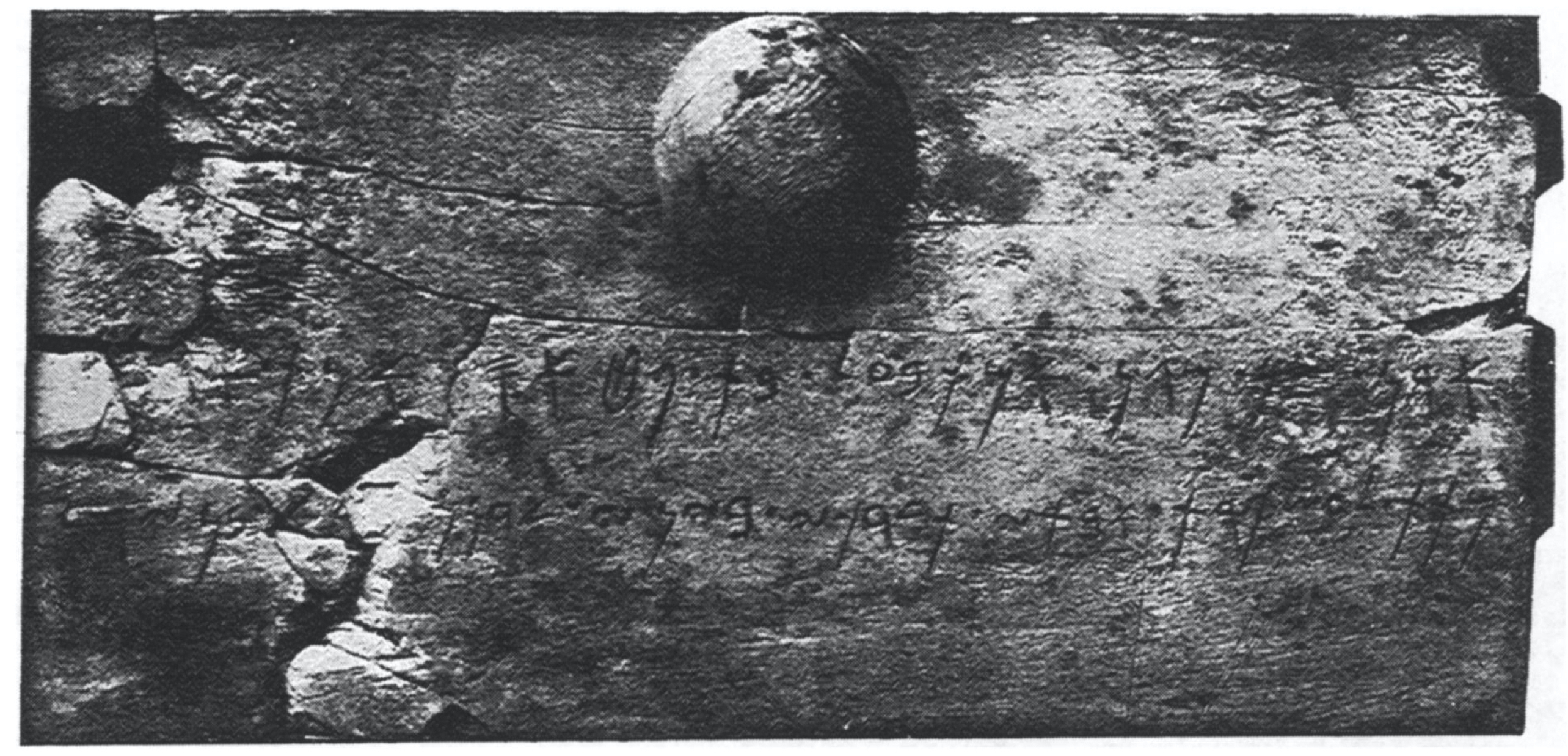
نقش صندوق أور (أمام الصندوق)

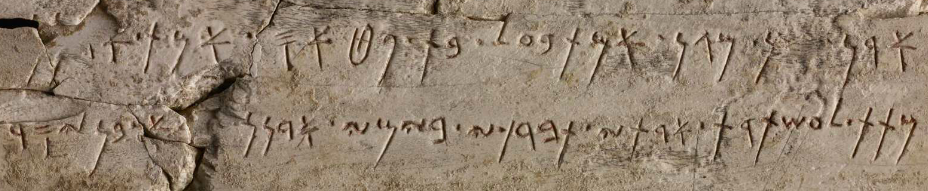
نقش صندوق أور (نقش عن قرب)

نقش صندوق أور هو نقش فينيقي يعود تاريخه إلى القرن السابع قبل الميلاد على غطاء صندوق عاجي، عُثر عليه في أور عام 1927 أثناء حفريات ليونارد وولي (حفريات مشتركة بين المتحف البريطاني ومتحف الآثار في بنسلفانيا). كان أول نقش فينيقي يُعثر عليه في العراق.
النقش موجود حاليًّا في أرشيف المتحف البريطاني، برقم التعريف BM 120528.

## وصف
يبلغ قياس الصندوق 11 × 5 سم. يشبه النص شواهد النيرب [الإنجليزية].

### النقش
يقترح جوزو ترجمة:
هذا الصندوق هنا (؟) متبل ، ابنة بتس، خادم سيدنا (؟)، قد قدم هدية للسيدة عشتاروت، رحمها الرب. في أيامه (أيام) ربنا... ابن يسر.

## الاكتشاف
عُثر عليه تحت "رصيف نبوخذ نصر في الغرفة الشمالية الشرقية من الحرم إي-نون-ماه"، مما يوفر حدًا أدنى لتأريخ الصندوق.

## التفسير
في تفسيره للنقش عام 1927، ذكر إريك بوروز: "هل كُتب النقش في أور أم في فينيقيا؟ ربما في فينيقيا... ومن المرجح أن الصندوق وصل إلى بلاد ما بين النهرين خلال الحروب الآشورية [أي الفتوحات الآشورية الحديثة]".

## الفهرس
- أماداسي جوزو، م. (1990). نقشان فينيقيان من العاج: صندوق أور ولوحة ساربتا مرة أخرى . أورينتاليا، 59(1)، سلسلة نوفا، 58-66

## ملحوظات
1. 1 2 3  Burrows, E. (1927). Phoenician Inscription from Ur, Journal of the Royal Asiatic Society of Great Britain and Ireland, (4), 791-794 نسخة محفوظة 2023-10-07 على موقع واي باك مشين.